# سيزار شارلون
سيزار شارلون (بالإسبانية: César Charlone) (و. 1950  م) هو مصور، ومصور سينمائي، ومخرج أفلام، وكاتب سيناريو من الأوروغواي، والبرازيل، ولد في مونتفيدو، بدأ مشواره المهني سنة 1984.

## جوائز وترشيحات
حصل على جوائز منها:

Satellite Award for Best Cinematography ‏، عن عمل: البستاني المخلص (2005)
ترشح لـ:
- Satellite Award for Best Cinematography [الإنجليزية]‏، عن عمل: البستاني المخلص (2005)
- جائزة الأوسكار لأفضل تصوير سينمائي، عن عمل: مدينة الرب.

## وصلات خارجية
- سيزار شارلون على موقع IMDb (الإنجليزية)
- سيزار شارلون على موقع قاعدة بيانات الأفلام العربية
- سيزار شارلون على موقع ألو سيني (الفرنسية)
- سيزار شارلون على موقع أول موفي (الإنجليزية)
- سيزار شارلون على موقع قاعدة بيانات الأفلام السويدية (السويدية)
- سيزار شارلون على موقع قاعدة بيانات الفيلم (الإنجليزية)
- سيزار شارلون على موقع كينوبويسك (الروسية)